# Annals de Loch Cé
Els Annals de Loch Cé o Lough Cé és una crònica medieval d'Irlanda. Les entrades cobreixen des de 1014 fins a 1590. Prenen el seu nom del llac anomenat Lough Key, emplaçat a l'antic regne de Moylurg (avui Comtat de Roscommon que era el centre de poder del Clan MacDermot). Els segles anteriors es troben relatats als Annals de Boyle.
Gran part dels annals s'atribueixen a membres del Clan Ó Duibhgeannáin, amb algunes esmenes sobre Brian na Carriag MacDermot, el primer MacDermot de Carrick (m. 1592). El text està escrit en irlandès, amb algunes seccions en llatí.